# Yunmeng
Yunmeng är ett härad som lyder under Xiaogans stad på prefekturnivå i Hubei-provinsen i centrala Kina. Antalet invånare är 524 799. Befolkningen består av 250 311 kvinnor och 274 488 män. Barn under 15 år utgör 13,0 %, vuxna 15–64 år 77 %, och äldre över 65 år 8,0 %.